# Surgeon General of the United States Navy

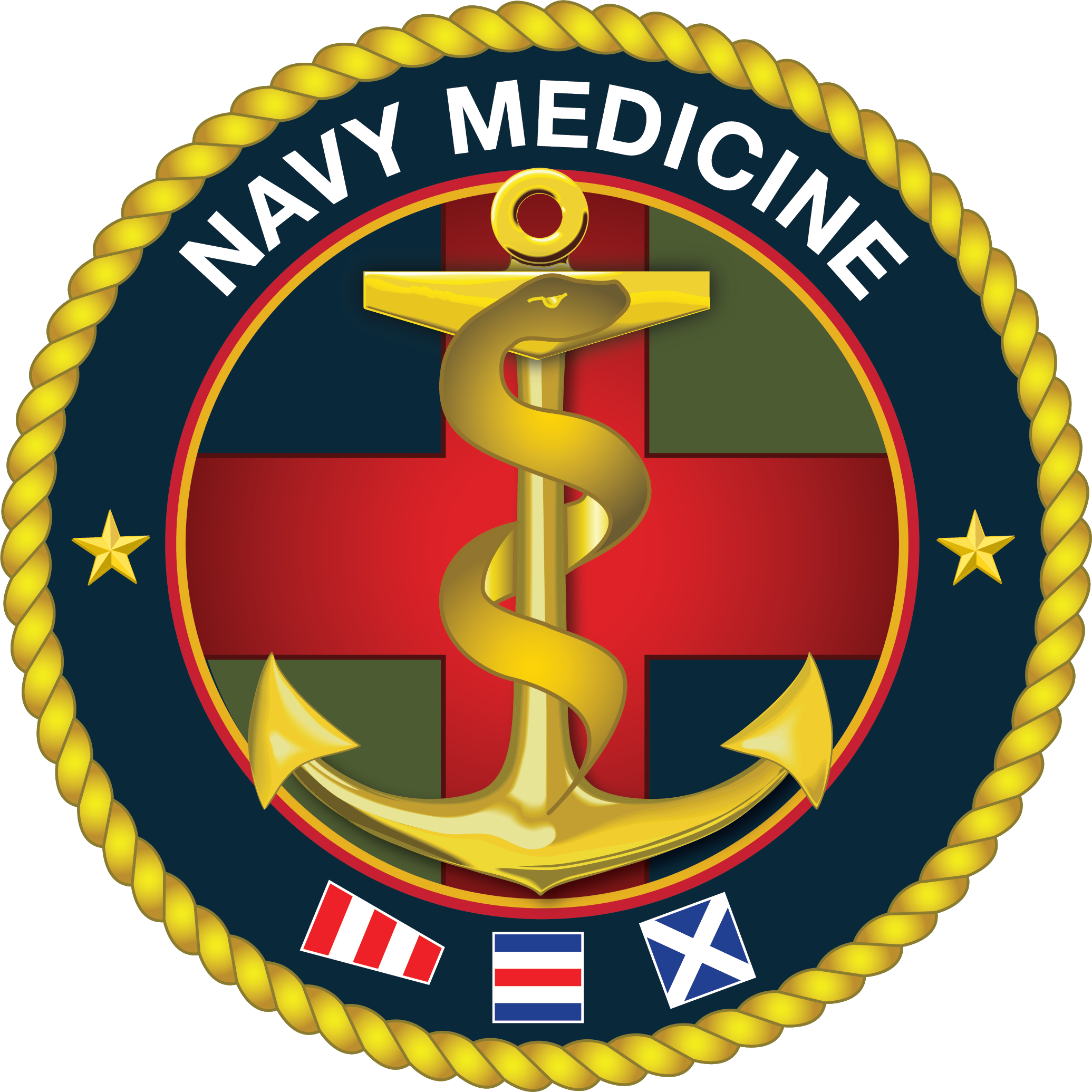
Siegel des Büros des Surgeon General of the United States Navy, BUMED

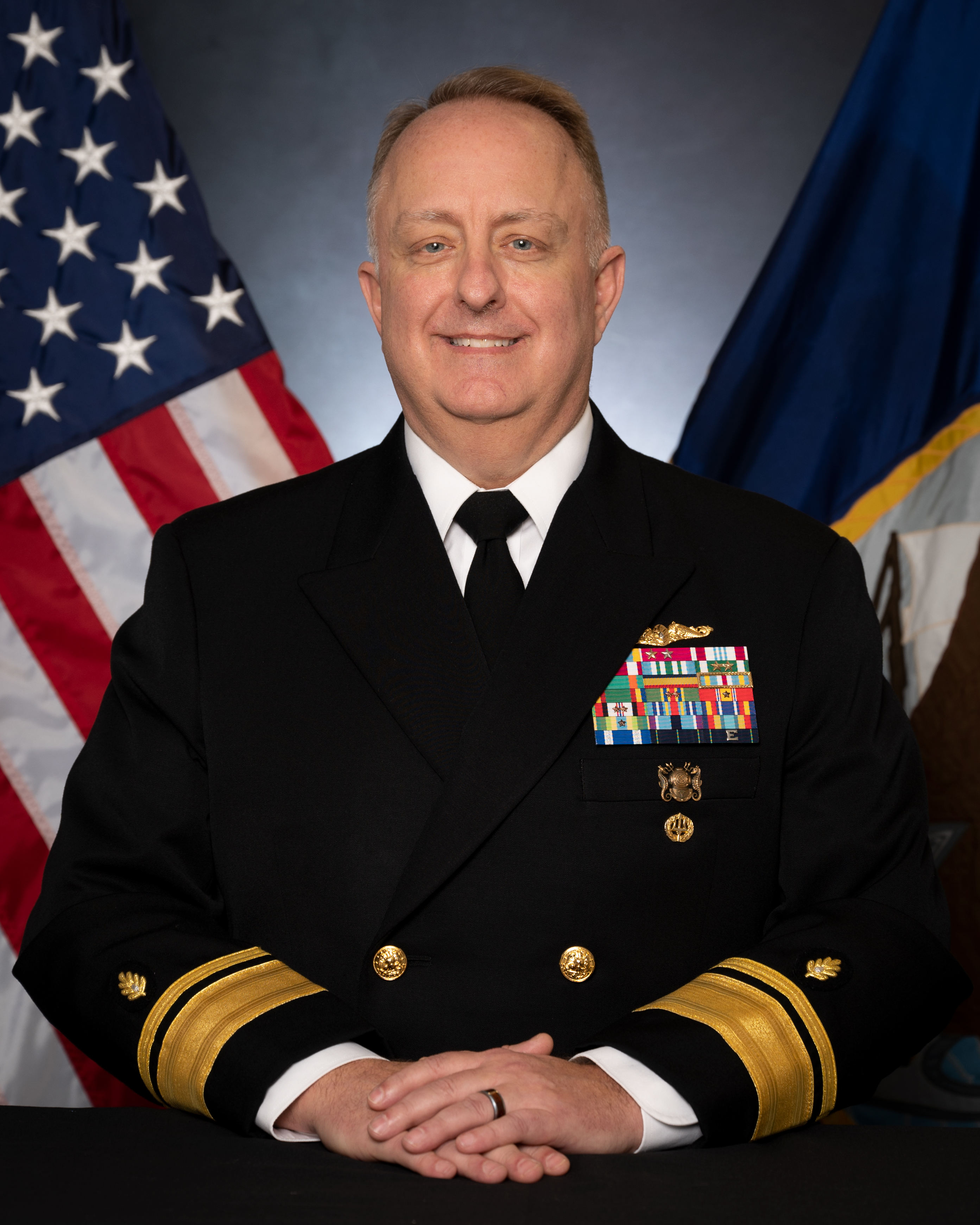
Derzeitiger Amtsinhaber: RADM Darin K. Via

Der Surgeon General of the Navy ist der ranghöchste Arzt der United States Navy. Gleichzeitig ist er der Kommandeur des Bureau of Medicine and Surgery (BUMED), die Amtsbezeichnung lautet Chief of the Bureau of Medicine and Surgery. Den Surgeon General of the Navy kann man mit dem Admiraloberstabsarzt der Marine bei der Bundeswehr vergleichen.
Zu den ihm unterstellten Bereichen zählen das United States Navy Nurse Corps und das United States Navy Dental Corps.

## BUMED-Abteilungen
Das vom Surgeon General of the Navy geleitete BUMED umfasst unterschiedliche Abteilungen, die sich überwiegend mit der medizinischen und psychologischen Betreuung der Truppen befassen. Die medizinische Betreuung wird durch die Abteilungen Navy Medical Service Corps (M09B-MSC), Navy Nurse Corps (M09B-NC), Navy Dental Corps (M09B-DC), Medical Corps (M09B-MC) und den Medical Inspector General (M00IG), derzeit Captain Patricia J. Goodin gewährleistet. Ein Teil der Aufgaben des BUMED umfasst auch die seelsorgerische Betreuung durch die Pastoral Care (MED-OOG). Flankierende Aufgaben, beispielsweise aus den Bereichen Transport, Rekrutierung oder Planung werden durch den Force Master Chief (M00FMC/M09B-HC), derzeit Laura A. Martinez,  und die Abteilungen Public Affairs (M00P), Human Resources (M1) unter Deputy Chief of Staff Kevin L. Magnusson und Associate Deputy Chief of Staff: RADM Ben F. Gaumer, Fleet Operations Support (M3F), Medical Operations Support (M3M), Installation and Logistics (M4), Information Management (M6), Education & Training (M7), Resource Management/Controller (M8), Reserve Affairs (M10) unter RADM Elizabeth M. Morris, Command Information Office (M09BK6) und Future Plans and Strategy (M5) erfüllt.

## Kommandeure von BUMED und Surgeons General of the Navy
|   | Kommandeur von BUMED  | Dienstzeit als BUMED |
| - | --------------------- | -------------------- |
| 1 | William P.C. Barton   | 1842–1844            |
| 2 | Surgeon Thomas Harris | 1844–1853            |
| 3 | William Whelan        | 1853–1865            |
| 4 | Phineas J. Horwitz    | 1865–1869            |

|    | Surgeon General of the Navy | Dienstzeit als Surgeon General of the Navy |
| -- | --------------------------- | ------------------------------------------ |
| 1  | William M. Wood             | 1869–1871                                  |
| 2  | Jonathan M. Foltz           | 1871–1872                                  |
| 3  | James C. Palmer             | 1872–1873                                  |
| 4  | Joseph Beale                | 1873–1877                                  |
| 5  | William Grier               | 1877–1878                                  |
| 6  | J. Winthrop Taylor          | 1878–1879                                  |
| 7  | Phillip S. Wales            | 1879–1884                                  |
| 8  | Francis M. Gunnell          | 1884–1888                                  |
| 9  | J. Mills Browne             | 1888–1894                                  |
| 10 | James Rufus Tryon           | 1894–1897                                  |
| 11 | Newton L. Bates             | 1897                                       |
| 12 | William J. Van Reypen       | 1897–1902                                  |
| 13 | Presley Marion Rixey        | 1902–1910                                  |
| 14 | Charles F. Stokes           | 1910–1914                                  |
| 15 | William C. Braisted         | 1914–1920                                  |
| 16 | Edward R. Stitt             | 1920–1928                                  |
| 17 | Charles E. Riggs            | 1928–1933                                  |
| 18 | Percival S. Rossiter        | 1933–1938                                  |
| 19 | Ross T. McIntire            | 1938–1946                                  |
| 20 | Clifford A. Swanson         | 1946–1951                                  |
| 21 | H. Lamont Pugh              | 1951–1955                                  |
| 22 | Bartholomew W. Hogan        | 1955–1961                                  |
| 23 | Edward C. Kenney            | 1961–1965                                  |
| 24 | Robert B. Brown             | 1965–1969                                  |
| 25 | George M. Davis             | 1969–1973                                  |
| 26 | Donald L. Custis            | 1973–1976                                  |
| 27 | Willard P. Arentzen         | 1976–1980                                  |
| 28 | J. William Cox              | 1980–1983                                  |
| 29 | Lewis H. Seaton             | 1983–1987                                  |
| 30 | James A. Zimble             | 1987–1991                                  |
| 31 | Donald F. Hagen             | 1991–1995                                  |
| 32 | Harold M. Koenig            | 1995–1998                                  |
| 33 | Richard A. Nelson           | 1998–2001                                  |
| 34 | Michael L. Cowan            | 2001–2004                                  |
| 35 | Donald C. Arthur            | 2004–2007                                  |
| 36 | Adam M. Robinson, Jr.       | 2007–2011                                  |
| 37 | Matthew L. Nathan           | 2011–2015                                  |
| 38 | C. Forrest Faison III       | 2015–2019                                  |
| 39 | Bruce L. Gillingham         | 2019–2023                                  |
| 40 | Darin K. Via                | seit 2023                                  |